# Ракошино
Ракошино — село в Україні, в Закарпатській області, Мукачівському районі.
Ракошино знаходиться за 7 кілометрів від Мукачево.

## Герб
В лазуровому щиті червоний рак (герб є промовистим).

## Історія
За переказами назва села Ракош (Ракове) походить від слова «раки», яких багато водилось у старому руслі річки Латориці, що пролягало через село. В окремих письмових джерелах село зустрічається ще під назвою Берегракош (тобто Ракошин Березький), оскільки воно належало до Березького комітету.
Місцевість де розташовані села Ракошинської сільради, була заселена з давніх часів. В районі Кайданова та околиці Ракошина знайдено кам'яні знаряддя праці епохи неоліту (IV—III ст. до н. е.).
У письмових джерелах село згадується в 1330 році.
У письмових джерелах село згадується в 1332 році, як Rakus.
Вже у 1427 році мешканці Ракошина та інших сіл боролись проти передачі їх земель Бранковичу. В 1463 році вони з селянами Іаношієва (Іванівки) протестували проти нападів і насильств іршавського феодала Ладислава Карачоні. У 1514 році вони взяли участь у селянській війні!
Для розміщення частин замкової кавалерії у селі власті збудували казарми.
Село мало церкву вже в середньовіччі, яка вже була в 1737 році в руїнах. У 1645 р. тут була садиба Ракоці, зруйнована поляками у 1657 році.
Реформатська церква була споруджена в неокласичному стилі між 1836 та 1844 роками та була відновлена в 1981 році.
У XVII ст. селом володіли князі, зокрема родина Ракоціїв. Зміни власників села, їх чвари призводили до посилення закріпачення селян, до затримки розвитку села. В період війни чоловіків брали до армії. Кріпаків зобов'язували сплачувати численні грошові та натуральні повинності. Крім численного оброку, селяни виконували різні роботи на будівництві і ремонті в панському маєтку чи в Мукачівському замку, несли охорону, транспортували різні речі тощо.
Під час вторгнення на Закарпаття польського — шляхетського війська у 1657 році маєток Ракоціїв в Ракошині був зруйнований. Проте володарі примусили селян швидко відбудувати його, а в 1684 році повністю реконструювали.
Після загарбання Закарпаття австрійськими Габсбургами становище народних мас ще дужче погіршало. Кріпаки як і раніше ледве животіли, терпіли нестатки, їх до того ж грабували розміщені німецькі війська. Цим, насамперед, і пояснюється активна участь багатьох селян Ракошина у визвольній війні угорського народу 1703—1711 рр. У загонах куруців було понад 40 чоловік Ракошина і сусідніх сіл. Після 1728 року Ракошино, як і вся Мукачівсько — Чинадіївська домінія, перейшла до рук графа Шенборна.
У XIX столітті, за даними Т.Легоцького і Я.Штернберга, громада Ракошина (села Мукачівського округу Березького комітату) користувалася печаткою з зображенням рака (що відтворювало один з переказів про походження назви села).
22 березня 1919 року у селі розпочався період радянської окупації, більшовицька окупація проіснувала 39 днів. 29 квітня 1919 року Ракошино окупували румунські війська. А в травні на зміну їм прийшли війська Чехословаччини.
Чимало молоді Ракошина вступило в ряди Червоної Армії і брало участь в остаточному розгромі нацистів. До самого Берліна пройшли з боями ракошинці М.Доктор, В.Крупка, І.Когутич, Ю.Глагола та інші.
храм св. арх. Михайла. 1833.
У XVII ст. більшість населення становили протестанти. У 1682 р. церква отримала ділянку, виділену поміщиком. У 1733 р. згадують дерев'яну церкву св. Михайла. У 1798 р. є згадка про стару дерев'яну церкву в поганому стані.
У 1833 р. подарували з графських земель нову ділянку для будівництва церкви, а також забезпечено будівельні матеріали. У 1834 р. для парохії надано додаткову ділянку біля но-возбудованої церкви. У 1839 р. обміняли будинки дяка та священика, внаслідок чого фара опинилася на теперішньому місці. У 1937 р. на місці, де з 1576 р. до 1833 р. стояла стара церква (чи церкви), поставлено кам'яний хрест. Кам'яна церква — типова для околиці однонавна базиліка, збудована за о. Миколи Бачинського. У кінці XIX ст. інтер'єр розмалював Микола Головчак. Дерев'яну люстру зробили Василь Лендєл та Юрій Логойда. У 1996 р. Мирон Курцеба з Руського перемалював стінопис і намісні ікони. Дзвіницю з металу і бетону збудували в 1935 р., коли стараннями пароха Миколи Товта оновлювали церкву. Три дзвони відлила ужгородська фірма «Акорд» у 1933 р. до 100-річчя храму. Дзвони освятив єпископ О. Стойка на празник св. Михайла 1935 р. Біля церкви збереглося кілька понищених часом дерев'яних хрестів.

## Присілки
Ракошуйфолу
Ракошуйфолу — колишнє село в Україні, в Закарпатській області.
Обєднане з селом Ракошино
Згадки: 1572: Rákosújfalu

## Родився в селі
В селі народилися:
- Бейла Шаламон, Бейла Шалі (Ракошино, 4 березня 1885 — Будапешт, 15 червня 1965) угорський актор, театральний режисер, гуморист, письменник;
- Карой Пап (1872—1954) історик літератури та професор університету
- Міца Володимир Михайлович.

## Населення
Згідно з переписом УРСР 1989 року чисельність наявного населення села становила 5412 осіб, з яких 2575 чоловіків та 2837 жінок.
За переписом населення України 2001 року в селі мешкало 3266 осіб.

### Мова
Розподіл населення за рідною мовою за даними перепису 2001 року:
| Мова       | Відсоток |
| ---------- | -------- |
| Українська | 51,90 %  |
| угорська   | 46,58 %  |
| Російська  | 2,30 %   |
| молдовська | 0,06 %   |
| словацька  | 0,06 %   |

## Туристичні місця
- Свято-Покровський чоловічий монастир
- храм св. арх. Михайла. 1833.